# Килич-Арслан ібн Ахмад
Килич-Арслан ібн Ахмад (*д/н — 1457) — бей Ак-Коюнлу в 1453—1457 роках.

## Життєпис
Походив з роду Ак-Коюнлу. Син бея Ахмада ібн Кутлуга. Після смерті батька у 1403 році очолював одне з племен. У 1452 році разом з Узун-Хасаном виступив проти бея Джахангір-хана, якого було повалено у 1453 році. Втім, незабаром Килич-Арслан, що став беєм, вимушений боротися проти амбіцій Узун-Хасана. Також не припинялася війна з Джахангір-ханом, що зміцнився в Ерзінджані. Боротьба тривала до 1457 року, коли Килич-Арслан помер. Після цього на троні Ак-Коюнлу закріпився Узун-Хасан.